# Terroryzm w Iraku (2011–2013)
Poniższy artykuł prezentuje incydenty terrorystyczne w Iraku po wycofaniu się amerykańskich sił stabilizacyjnych w grudniu 2011, które w 2003 interweniowały w Iraku i obaliły Saddama Husajna.
Według porozumienia podpisanego przez George W. Busha w 2008, amerykańskie wojsko miało opuścić Irak do końca 2011. Redukcja kontyngentu amerykańskiego rozpoczęła się 30 czerwca 2009. 19 sierpnia 2010 Irak opuściła ostatnia jednostka bojowa USA. 15 grudnia 2011 odbyła się oficjalna ceremonia zakończenia misji w Iraku, a ostatni żołnierz opuścił ten kraj 18 grudnia 2011. 4 tys. amerykańskich żołnierzy do czerwca 2012 przebywało w Kuwejcie, który opuścili całkowicie do 3 czerwca 2012.
Jednak w okresie wycofywania amerykańskiego kontyngentu z Iraku, sytuacja w kraju nie była do końca ustabilizowana. Spory na tle religijnym rozpoczynały się na najwyższych szczeblach władz. Przekładało się to na nastroje społeczeństwa. Ponadto nadal aktywne były sunnickie bojówki powiązane z Al-Kaidą, przeprowadzające ataki na szyitów.

## Wydarzenia

### Grudzień 2011
- 15 grudnia - oficjalne zakończenie amerykańskiej misji w Iraku.
- 18 grudnia - wycofanie się ostatniego żołnierza z Iraku.
- 22 grudnia - przeprowadzono koordynowane ataki terrorystyczne w irackiej stolicy, gdzie eksplodowało łącznie 16 bomb w tydzień po oficjalnym zakończeniu amerykańskiego zaangażowania militarnego w tym kraju. Zginęły 72 osoby, a ponad 200 zostało rannych[1].

### 2012
- 5 stycznia - podwójny zamach terrorystyczny na szyickich pielgrzymów w Nasirijji (44 zabitych, 81 rannych) i w stolicy, gdzie eksplodowały cztery bomby (29 zabitych, 68 rannych)[2].
- 9 stycznia - zamachy wymierzone w szyickich pielgrzymów w Bagdadzie i Kirkuku. Zginęło 21 osób, a 91 zostało rannych[3].
- 14 stycznia - zamachowiec w mundurze policjanta odpalił bomby w tłumie szyickich pielgrzymów w Basrze w wyniku czego zginęło 55 zginęło, a 141 zostało rannych[4].
- 15 stycznia - seria skoordynowanych zamachów terrorystycznych w Ar-Ramadi; zginęło 13 osób, a 10 zostało rannych[5].
- 24 stycznia - wybuch czterech samochodów-pułapek w szyickiej dzielnicy Bagdadu. Zginęło 14 osób, a 75 zostało rannych[6].
- 27 stycznia - wybuch samochodu-pułapki podczas pogrzebu w Bagdadzie w wyniku czego poległo 29 osób, a 60 zostało rannych[7].
- 19 lutego - eksplozja samochodu-pułapki pod posterunkiem policji w Bagdadzie w wyniku czego zginęło 19 osób, a 26 odniosło obrażenia[8].
- 23 lutego - seria zamachów terrorystycznych w całym kraju w kilku miastach (Bagdad, Tikrit, Bakuba, Kirkuk, Al-Hilla, Dudżail). Łącznie zginęło 60 osób, a 200 zostało rannych[9].
- 7 marca - podwójny zamach samobójczy wymierzony w wojskowych na Tall Afar, 14 osób zginęło, a 23 odniosło obrażenia[10].
- 20 marca - seria skoordynowanych zamachów terrorystycznych w kilku miastach irackich (Kirkuk, Karbala, Ar-Ramadi, Bagdad). Zginęło łącznie 45 osób, a 230 zostało rannych[11].
- 19 kwietnia - fala 20 skoordynowanych zamachów terrorystycznych w całym kraju (Bagdad, Kirkuk, Al-Faludża, Samarra, Bakuba, Mosul, Tadżi). Śmierć poniosło łącznie 36 osób, a 170 zostało rannych[12].
- 26 kwietnia - 10 osób zginęło, a 15 zostało rannych, kiedy zamachowiec-samobójca zdetonował samochód-pułapkę przed kawiarnią w Dijali[13].
- 15 maja - w zamachu samobójczym w Mosulu zginęło 12 osób, a 55 zostało rannych[14].
- 31 maja - trzy skoordynowane zamachy terrorystyczne wymierzone w szyitów w stolicy kraju. Zginęło 18 osób, a 35 odniosło obrażenia[15].
- 3 czerwca - żołnierze wycofali się całkowicie z Kuwejcie. Jedynie 169 amerykańskich strażników ochraniało ambasadę w Bagdadzie.
- 4 czerwca - samobójczy zamach z użyciem samochodu pułapki na siedzibę szyickiej instytucji religijnej w Bagdadzie w którym zginęło 34 osób, a ponad 200 zostało rannych[16].
- 22 czerwca - wybuchy samochodów-pułapek w Bagdadzie i Nadżafie zabił łącznie 20 osób, a ranił 80[17].
- 23 lipca - seria skoordynowanych ataków terrorystycznych w całym kraju na rozpoczęcie ramadanu. Zginęło 116 osób, a 299 zostało rannych[18].
- 31 lipca - dwie eksplozje samochodów-pułapek w Bagdadzie - 21 zabitych, 56 rannych[19].
- 21 lipca - 19 sierpnia - w trakcie trwania ramadanu łącznie w Iraku w incydentach terrorystycznych zginęło co najmniej 409 osób, a 975 odniosło obrażenia[20].